# Anne Louise Hassing
Anne Louise Hassing (* 17. September 1967 in Horsens) ist eine dänische Schauspielerin, die für ihre Filmrollen mehrfach mit dem dänischen Filmpreis Bodil ausgezeichnet wurde. 

## Leben und Karriere
Hassing begann ihre Schauspielkarriere mit der Rolle der Kirsten in Nils Malmros Pain of Love, einer Geschichte über eine emotional verletzliche junge Frau, die im Verlauf ihrer Beziehung zu ihrem Lehrer in eine schwere Depression gerät. Für diese Rolle erhielt sie 1993 den Filmpreis Bodil in der Kategorie Beste Schauspielerin in einer Hauptrolle. Ebenfalls für diese Rolle erhielt sie auch den dänischen Filmpreis Robert. Erst nach diesem Erfolg begann sie 1993 eine Schauspielausbildung an Dänemarks staatlicher Schule für Theater und modernen Tanz in Kopenhagen (Statens Teaterskole), die sie 1997 abschloss. Im gleichen Jahr besetzte Lars von Trier die Rolle der Susanne in seinem Film Idioten mit ihr. Es ist die Rolle einer sanften Frau mit goldenem Herzen, die mit ihrem Jugendfreund Stoffer und einer Gruppe ihrer Freunde gemeinsam in einem Haus auf dem Land zusammenlebt. Für diese Rolle erhielt sie abermals den Bodil in der Kategorie Beste Schauspielerin in einer Nebenrolle. In den folgenden Jahren spielte sie in weiteren dänischen Filmen wie beispielsweise Klinkevals (1999) und Juliane (2000) mit. Sie erfährt für ihre Rollen in erfolgreichen dänischen Fernsehserien, wie in der Serie Krøniken (2004–2007), besondere Anerkennung bei Kritikern.
Hassing konvertierte 1998 zum Buddhismus und ist mit ihrem Landsmann, dem Musiker Peter Hellemann verheiratet.

## Filmografie (Auswahl)
- 1992: Kærlighedens smerte
- 1997: Jacobs liste (Fernsehfilm)
- 1998: Idioten (Idioterne)
- 1999: Klinkevals
- 2004–2007: Krøniken (Fernsehserie, 22 Episoden)
- 2009–2010: Lulu & Leon (Fernsehserie, 6 Episoden)
- 2010: Eine Familie (En familie)
- 2012: Hvidsten gruppen
- 2012: Over Kanten
- 2012: Goltzius and the Pelican Company
- 2012: Die Jagd (Jagten)
- 2014: Speed Walking (Kapgang)
- 2019: Tinka und die Königsspiele (Tinka og kongespillet) (TV-Serie, 24 Folgen)
- 2023: Die Beschwerde (Sammen er du mere)
- 2025: White Sands – Strand der Geheimnisse (Hvide Sande)